# 小维森塔尔
小维森塔尔是德国巴登-符腾堡州的一个市镇。总面积77.84平方公里，总人口2891人，其中男性1449人，女性1442人（2011年12月31日），人口密度37人/平方公里。